# Ricardo Pedro Pasman
Ricardo Pedro Pasman (Buenos Aires, 12 de junio de 1912-Buenos Aires, 17 de marzo de 1969) fue un banquero argentino, que se desempeñó como presidente del desaparecido Banco Industrial Argentino, como también presidente del Banco Central de la República Argentina (BCRA) en 1962, designado por el presidente José María Guido.

## Biografía
Nació en el seno de una familia de orígenes estadounidenses. Terminó sus estudios secundarios en el Colegio Champagnat en 1928. Si bien no consta que haya obtenido educación universitaria alguna, publicó obras sobre Industria y Economía.
Pasman desarrolló una reconocida carrera como empresario industrial en distintos rubros que heredó de su familia, entre los que se encontraba la pesca, ganadería, entre otras actividades. Su actividad industrial lo llevó a ocupar el cargo de consejero de la Unión Industrial Argentina, y también como corredor de bolsa en la Bolsa de Comercio de Buenos Aires, de la cual fue su presidente entre 1957 y 1962. Entre 1967 y 1967 se desempeñó como presidente del Banco Industrial Argentino, una de las bancas más importantes de la Argentina en ese entonces. Como tal fue representante de la cámaras de entidades bancarias.
Su designación como presidente del Banco Central de la República Argentina se dio por la decisión del presidente José María Guido de conformar un gabinete con personajes afines al mundo bancario e industrial, tomando posesión el 31 de mayo de 1962. Se desempeñó en el cargo hasta el 10 de diciembre de ese mismo año. En su corta gestión se encargó de negociar el pago de préstamos con el Club de París y el Eximbank, que habían comenzado a gestarse con su predecesor Eustaquio Méndez Delfino. Su reemplazo fue otro banquero, Luis María Otero Monsegur, también designado por Guido.
En el ámbito privado, Pasman fue miembro del Consejo Directivo del Jockey Club en la década de 1960. Se encontraba casado con la señora Florencia Filomena Crespo Victorica.